# مارک درسر
مارک درسر (انگلیسی: Mark Dresser؛ زادهٔ ۲۶ سپتامبر ۱۹۵۲) آهنگساز و نوازنده کنترباس اهل ایالات متحده آمریکا است.